# Cesare Antonio Fanelli

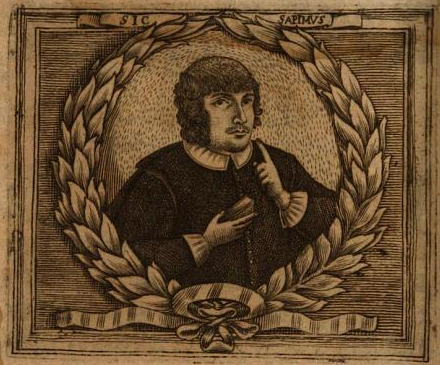
Cesare Antonio Fanelli

Cesare Antonio Fanelli (Forino, 1659 – Napoli, 1720 circa) è stato un poeta italiano attivo in particolare a Napoli e Roma. Le sue opere furono molto apprezzate e sono presenti nelle principali biblioteche europee; accolto nella romana Accademia de' Pellegrini, fu detto Apollodoro di Posillipo.

## Biografia
Cesare Fanelli, di antica e nobile famiglia, nacque a Forino ed ivi fu battezzato il 13 luglio 1659 nella chiesa della Santissima Annunziata, figlio di Carmine Fanelli, conte palatino del S.R.I., e Dorotea dei conti Gallo.
Secondogenito di sette figli, fin dai primi anni della sua giovinezza fu indirizzato allo studio ed alle virtù cristiane. Crebbe e fu educato a Napoli nel collegio dei Gesuiti presso il seggio di Nilo, che in seguito divenne sede della Regia Università degli Studi di Napoli “Federico II”. Ivi più volte elogiato per la sua condotta dal padre Marcello Siniscalchi, istitutore di lettere umane, divenne esempio per gli altri nobili giovinetti. Il ricordo e l'affetto verso i Gesuiti rimase vivo nei suoi latini epigrammi.
Fu un personaggio noto negli ambienti aristocratici e accademici tant'è che le sue opere divennero subito rare e ricercate. Non mancò di dedicare odi e filastrocche ad illustri amici, canonici, principi e imperatori, come non disdegnò di pubblicare gran parte dei messaggi ricevuti da ammiratori ed amici da lui detti flosculis, da fiore, simbolo della patria avita: Forino, da lui cognomizzata in predicato. Non di rado indirizzò le sue rime anche a gentildonne e fanciulle.

## Vocazione sacerdotale e privilegi

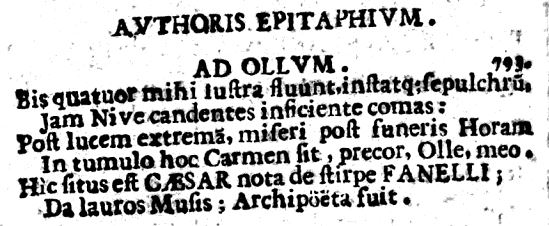
C. Fanelli, Exiles adolescentiæ nugæ, 1704, Epigramma 793

Ben presto maturò la vocazione al sacerdozio e dopo la prima tonsura nel 1681, fu accolto con grande fervore dal Priore Fr. Raffaele Longo per il ritiro nel monastero carmelitano del casale Hospitale di Forino. L'11 agosto 1683 il Papa Innocenzo XI gli indirizzò un breve con cui veniva esonerato dall'obbligo di ricevere gli ordini rispettando gli interstizi, con facoltà di potersi scegliere il Vescovo consacrante e di essere ordinato extra tempora ad id a jure statuta. Il 28 dicembre 1683 ebbe l'ordinazione sacerdotale.

## Opere
- “Vagientis pueritiae lusus seu Caesaris Fanelli ex Floreno Epigrammaton. Pars prima” del 1685.
- “Exiles adolescentiae nugae seu Epigrammaton, Pars altera, autore in Romana Peregrinorum Accademia Pausiljpi Apollodoro” del 1704.
- “Brachymacrologia seu latinae poeseos opusculum primum de iis, quae pertinent ad dicendum, et docendum cui facilitate, et felicita et metrum in quocumque genere et in quaqunque specie, auctore Cesares Fanelli divo Michaeli Arcangelo dicatum”, in prosa latina del 1714.
- “Argutae virilitatis exercitamenta seu Epigrammaton Pars Tertia in tres Libros divisa” del 1716.
- “Carmina varia Caesaris Fanelli latini archipoetae ex Floreno. Pro nativitate Austriaci infantis” del 1716.
- “Eruditum Apollinis seu latina poesis in quinque libros divisa”, in prosa latina dedicata a carlo VI d'Austria nel 1718.

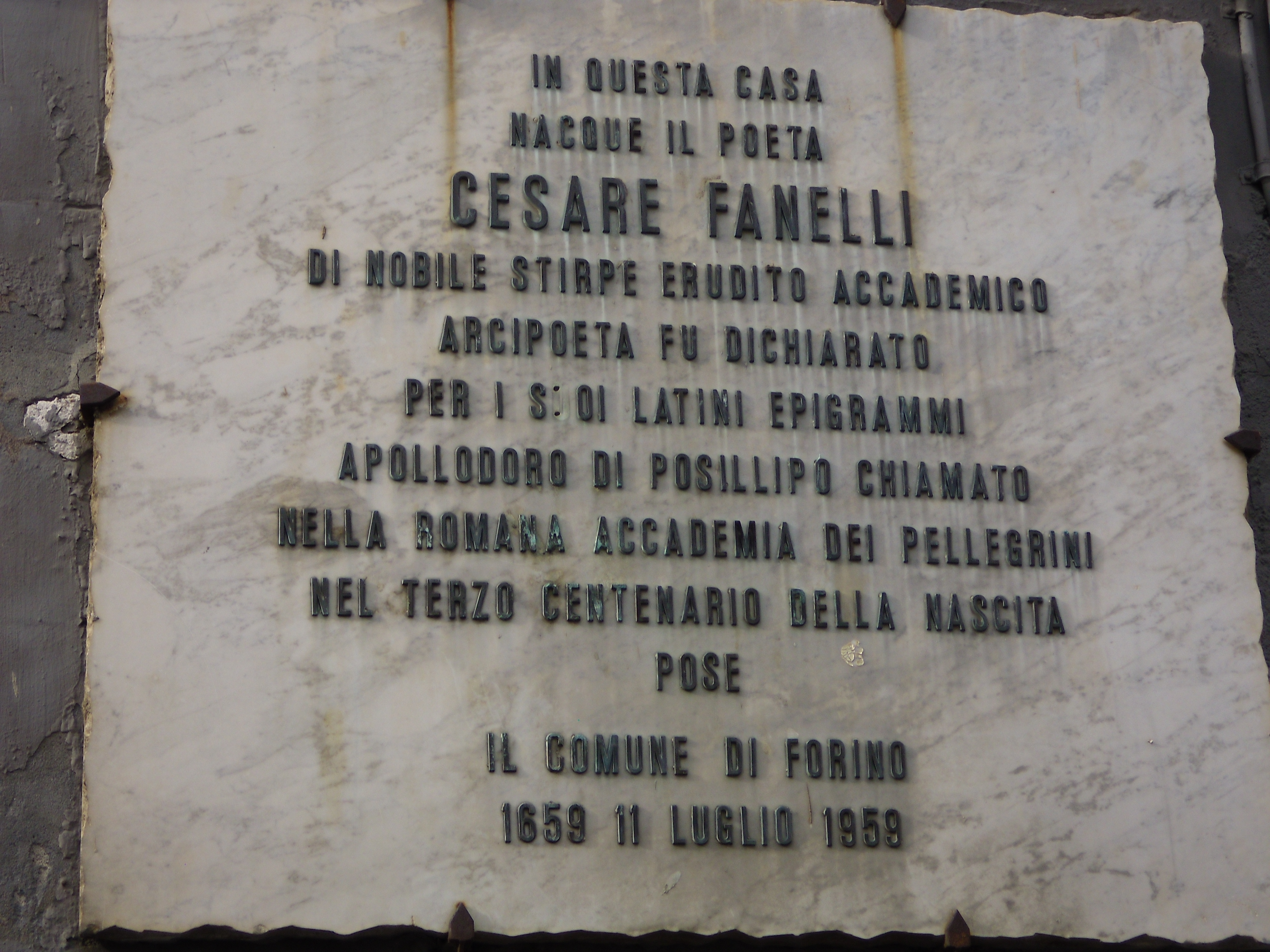
Forino - centro storico: Lapide commemorativa posta su un'ala del palazzo Fanelli interna alla porta Extra Moenia